# Montserrat Company
Montserrat Company (Barcelona, 1939 - L'Hospitalet de Llobregat, 2 de desembre de 2020) fou mestra, pedagoga, regidora d'Educació de l'Ajuntament de L'Hospitalet entre 1999 i 2007 en representació d'Iniciativa per Catalunya, i impulsora de tota mena de projectes educatius a la ciutat.

## Biografia
Va néixer al barri de Gràcia de Barcelona l'any 1939. Els seus pares es van traslladar a L'Hospitalet quan ella tenia dotze anys per obrir-hi una botiga de fotografia. En els anys com a estudiant universitària va impulsar els moviments de joves progressistes de l'Església a L'Hospitalet.

## Activitat pedagògica
L'any 1968, juntament amb el seu marit, Francesc Batallé Pou, fill del mestre de L'Hospitalet Francesc Batallé i Aragonés, va fundar l'Escola Bressol Patufet –i la seva Escola Activa de Pares–, una escola renovadora i catalana, que amb el temps ha esdevngut l'actual escola pública Patufet Sant Jordi Francesc Batallé i Aragonés. «Per fer l'escola Patufet Sant Jordi ens vam unir els pares i els mestres perquè volíem un altre tipus d'escola». Amb pocs recursos econòmics, però amb la voluntat decidida d'una clara renovació pedagògica van crear una escola catalana i de qualitat per a tothom que, integrada actualment en la xarxa pública, ja té més de cinquanta anys d'història. Amb els anys en va ser directora, coordinadora pedagògica i especialista en pedagogia terapèutica.
El curs 1988-1989, juntament amb mestres de l'Associació Rosa Sensat de l'Hospitalet, i amb d'altres que participaven en les Escoles d'estiu, el Simposi del Català o en la vida ciutadana, va fundar El Casalet, per tal que fos un espai de trobada de mestres i ensenyants per promoure i donar suport a la renovació pedagògica a la ciutat.
El 1996 va rebre el Premi Marta Mata de Pedagogia, que concedeix l'Associació de Mestres Rosa Sensat, pel llibre Una escola per a tots. La socialització de l'alumnat amb necessitats educatives especials.

## Gestió política
El 1999 Montserrat Company es va presentar a les eleccions municipals com a cap de llista d'Iniciativa per Catalunya Verds. Tot i que el PSC va aconseguir majoria absoluta, va signar un pacte de govern amb IC-V i Montserrat Company va ocupar la regidoria d'Educació, un càrrec que va mantenir en la següent legislatura, fins al 2007.
Entre molts altres projectes, en aquests anys va impulsar la creació de l'Escola Municipal de Música-Centre de les Arts, creada el 2005. També la xarxa d'escoles bressol municipals, la primera de les quals, la Casa dels Arbres, va entrar en funcionament el 2007. També va treballar per fer de L'Hospitalet una ciutat educadora, amb els programes POA (Programa d'Orientació i Acompanyament) o els Plans Educatius d'Entorn.
El 2007 es va jubilar de la política i de la docència. «Tot el que sé ho he après dels nens i dels pares i mestres. Igualment, a la Regidoria, tot el que he fet, ho he cregut profundament. He treballat per aconseguir l'èxit escolar i per dotar de més recursos el món educatiu. Estic satisfeta de la feina feta».